# 鈴木由美子 (化学者)
鈴木 由美子（すずき ゆみこ）は、日本の化学者（有機合成化学・有機触媒化学・ヘテロ環化学・創薬化学）、薬剤師。学位は博士（薬学）（静岡県立大学・1996年）。上智大学理工学部准教授。
コロンビア大学博士研究員、静岡県立大学薬学部講師などを歴任した。

## 概要
有機合成化学、有機触媒化学、ヘテロ環化学、創薬化学を専攻する静岡県出身の化学者である。有機低分子を触媒とする反応や合成の研究で知られている。静岡県立大学、コロンビア大学、上智大学に勤務し、後進の育成に努めた。

## 来歴

### 生い立ち
静岡県静岡市出身。静岡県により設置・運営される静岡県立大学に進学し、薬学部の薬学科にて学んだ。1991年（平成3年）3月、静岡県立大学を卒業した。それに伴い、同年3月23日付で薬学士の称号を授与された。そのまま静岡県立大学の大学院に進学し、薬学研究科にて学んだ。1993年（平成5年）3月、静岡県立大学の大学院における博士前期課程を修了した。それに伴い、同年3月24日付で修士（薬学）の学位を取得した。大学院生として在学中に「ベンゾイン縮合関連反応とその触媒活性に関する研究」と題した博士論文を執筆した。1996年（平成8年）3月には、静岡県立大学の大学院における博士後期課程を修了した。それに伴い、同年3月22日付で博士（薬学）の学位を取得した。なお、薬剤師国家試験に合格しているため、薬剤師の資格も持つ。

### 化学者として
1996年（平成8年）4月、母校である静岡県立大学にて、薬学部の客員共同研究員となった。1997年（平成9年）4月、静岡県立大学の薬学部に助手として着任し、常勤で勤務することになった。また、アメリカ合衆国に渡り、1999年（平成11年）3月から同年7月にかけて、および、同年10月から2000年（平成12年）9月にかけて、それぞれコロンビア大学の化学科にて博士研究員を務めていた。2008年（平成20年）4月、静岡県立大学の薬学部での職位が助教に変更された。2010年（平成22年）4月、静岡県立大学の薬学部にて講師に昇任した。2012年（平成24年）4月、上智学院が設置・運営する上智大学に転じ、理工学部にて准教授に就任した。理工学部においては、主として物質生命理工学科の講義を担当した。

## 研究
専門は化学と薬学であり、特に有機合成化学、有機触媒化学、ヘテロ環化学、創薬化学、といった分野の研究に従事した。具体的には、有機低分子を触媒とする反応や合成の研究に取り組んでおり、新たな合成法や新しい機能性を持つ分子の開発を行っていた。
「含窒素複素環式カルベンを触媒とする効率的有機合成法の開発研究」の業績が評価され、2007年（平成19年）7月7日に日本薬学会の東海支部から学術奨励賞が授与された。また、カルベンがアルデヒドのシアノシリル化反応を触媒することを発見した。この研究成果を「Cyanosilylation of aldehydes catalyzed by N-heterocyclic carbenes」と題した論文に纏め『テトラヘドロン』にて発表したところ、注目を集め、多数の研究者により引用されるようになった。その結果、2年連続でテトラヘドロン最多被引用論文賞を授与されることになり、2008年（平成20年）8月、および、2009年（平成21年）8月にそれぞれ受賞した。また、「有機触媒反応を用いた医薬品候補化合物の合成（癌や感染症を治療する新しい薬の研究）」により、2013年（平成25年）3月8日に資生堂から女性研究者サイエンスグラントが授与されている。
学術団体としては、1991年（平成3年）1月1日より日本薬学会に所属している。また、1996年（平成8年）1月1日より有機合成化学協会に所属している。2011年（平成23年）12月14日からは日本化学会にも所属している。そのほか、2008年（平成20年）1月1日より、アメリカ化学会にも所属している。

## 人物
キリスト教を信仰しており、自身を「クリスチャン（バプテスト）」であると述べている。

## 略歴
- 1991年 - 静岡県立大学薬学部卒業[3]。
- 1993年 - 静岡県立大学大学院薬学研究科博士前期課程修了[3]。
- 1996年 - 静岡県立大学大学院薬学研究科博士後期課程修了[3]。
- 1996年 - 静岡県立大学薬学部客員共同研究員[7][8]。
- 1997年 - 静岡県立大学薬学部助手[7][8]。
- 1999年 - コロンビア大学博士研究員[7]。
- 1999年 - コロンビア大学博士研究員[7]。
- 2008年 - 静岡県立大学薬学部助教[7][8]。
- 2010年 - 静岡県立大学薬学部講師[7][8]。
- 2012年 - 上智大学理工学部准教授[7]。
- 2022年 - 上智大学理工学部教授[16]。

## 賞歴
- 2007年 - 日本薬学会東海支部学術奨励賞[9][10][13]。
- 2008年 - テトラヘドロン最多被引用論文賞[10][11][13]。
- 2009年 - テトラヘドロン最多被引用論文賞[10][11][13]。
- 2013年 - 資生堂女性研究者サイエンスグラント[10][13]。

### 註釈
1. ↑  静岡県立大学は、2007年に静岡県から静岡県公立大学法人に移管された。
2. ↑  薬学士の称号は、1991年7月1日以降の学士（薬学）の学位に相当する。
3. ↑  静岡県立大学大学院薬学研究科は、生活健康科学研究科と統合され、2012年に薬学研究院、食品栄養環境科学研究院、薬食生命科学総合学府に再編された。